# 브릿 매킬립
브릿 매킬립(영어: Britt McKillip, 1991년 1월 18일 ~ )은 캐나다의 성우이다. 《마이 리틀 포니: 우정은 마법》의 케이던스 공주 역을 연기했다.